# Paralcis fulvisecta
Paralcis fulvisecta là một loài bướm đêm trong họ Geometridae.